# Hexatoma (Eriocera) nipponensis
Hexatoma (Eriocera) nipponensis is een tweevleugelige uit de familie steltmuggen (Limoniidae). De soort komt voor in het Palearctisch gebied.